# Hyderabad Open
Hyderabad Open – kobiecy turniej tenisowy zaliczany do cyklu WTA. Rozgrywany w latach 2003–2005 na kortach twardych w hinduskim Hajdarabadzie.

## Mecze finałowe

### gra pojedyncza
| Rok  | Mistrzyni           | Finalistka        | Wynik         |
| 2005 | Sania Mirza         | Alona Bondarenko  | 6:4, 5:7, 6:3 |
| 2004 | Nicole Pratt        | Marija Kirilenko  | 7:6(3), 6:1   |
| 2003 | Tamarine Tanasugarn | Iroda Tulyaganova | 6:4, 6:4      |

### gra podwójna
| Rok  | Mistrzynie                          | Finalistki                            | Wynik       |
| 2005 | Yan Zi Zheng Jie                    | Li Ting Sun Tiantian                  | 6:4, 6:1    |
| 2004 | Liezel Huber Sania Mirza            | Li Ting Sun Tiantian                  | 7:6(1), 6:4 |
| 2003 | Jelena Lichowcewa Iroda Tulyaganova | Jewgienija Kulikowska Tacciana Puczak | 6:4, 6:4    |